# Transparent radiation
Albums de Spacemen 3
Sound of Confusion
(1986) The Perfect Prescription
(1987)
Transparent Radiation est un EP de Spacemen 3, groupe de rock psychédélique originaire du Royaume-Uni. Il a été publié en juillet 1987 sous la forme d'un vinyl 12" tournant à la vitesse de 33t⅓. La chanson titre est une reprise d'un morceau de Red Krayola et le dernier morceau est une reprise d'une version d'un titre de Sun Ra par le groupe MC5.

## Pistes
Toutes les chansons sont écrites et composées par Peter Kember  et Jason Pierce, sauf si précisé entre parenthèses.
| No | Titre                                                              | Durée |
| -- | ------------------------------------------------------------------ | ----- |
| 1. | Transparent Radiation (Barthelm, Thompson, Cunningham)             | 4:03  |
| 2. | Ecstasy Symphony                                                   | 9:08  |
| 3. | Transparent Radiation (Flashback) (Barthelm, Thompson, Cunningham) | 7:59  |
| 4. | Things 'll Never Be The Same                                       | 5:49  |
| 5. | Starship (Pierce, Kember, MC5, Sun Ra)                             | 11:01 |

## Musiciens

### Spacemen 3
- Sonic Boom – Chant, guitare, production
- Jason – Guitare, Chant, orgue électronique, production
- Bassman – Guitare basse
- Rosco – Batterie

### Musiciens supplémentaires
- Owen John - violon
- Graham Walker